# Вел Валентино
Вел Валентіно (англ. Val Valentino, 14 червня 1956, Лос-Анжелес) — американський ілюзіоніст, чародій, що прославився своїми відеовипусками «Таємниці великих магів»  в плані викриття секретів великих чародіїв минулого.
Валентино народився в Східному Лос-Анджелесі, штат Каліфорнія. Його батько Артур Галстян - вірменський емігрант з Туреччини, його мати Елла Монтано - італійського походження.
Вела Валентино називають чародієм, котрий носить маску, щоб не бути впізнаним своїми колегами. Зазвичай чародії не розкривають секрети фокусів своїх колег і своїх власних, так як ризикують стати відчуженими у своєму професійному середовищі. У кількох своїх публічних виступах він був у масці та змінював голос.
Валентино каже, що метою його діяльності є бажання підштовхнути магів до створення нових трюків та ілюзій замість використання старих секретів. Як тільки вийшли перші фільми викриттів, ілюзіоністи в США стали звертатися до нього із питанням про те, навіщо він це робить. Вал Валентино дав відповідь в четвертому фільмі викриттів: «Я викриваю старі трюки, щоб фокусники придумали нові». Однак це було лише відмовкою, бо слідом за старими трюками стали розкриватися і зовсім нові.